# Gustav Stresemann
Gustav Stresemann (Berlin, 1878. május 10. – Berlin, 1929. október 3.) német liberális politikus, és államférfi. A weimari köztársaság idején német birodalmi kancellár, és külügyminiszter volt. 1918-tól haláláig a Német Néppárt elnöke, 1923-tól 1929-ig a weimari köztársaság külügyminisztere volt. Munkássága alatt főként a pénzügyi stabilitásra és az elértéktelenedés visszaszorítására törekedett. Már 28 éves korában a Reichstag és a Német Nemzeti Liberális Párt (1919-től Német Néppárt) tagja volt. 1926-ban tevékenységét Nobel-békedíjjal jutalmazták. Nem örülhetett sokáig az elismerésnek, mert 1929-ben agyvérzést kapott és 51 éves korában elhunyt.

## Élete

### Fiatalkora
Gustav Stresemann 1878-ban született Berlinben, egy hétgyermekes család legifjabb sarjaként. Édesapja a sörgyártással foglalkozott (és volt egy kocsmája is), de gyakran adta ki a lakás valamely szobáját, hogy ezzel is pénzhez jussanak. Miután a család igen szegény volt, Gustavnak és testvéreinek is rendszeresen segíteniük kellett a családi vállalkozást. A sok munkától magányos lett, azonban Stresemann kiváló tanuló volt, leginkább pedig a német irodalom és költészet érdekelte. A berlini Andreas Real Gymnasium tanulójaként irodalmat, filozófiát és politológiát tanult. Ekkoriban fejlődött ki irodalmi hajlama és tehetsége. Kritikai elemzéseket és esszéket írt különböző témákban, mint például Bismarck politikája, vagy Morus Tamás: Utópia című művének átfogó magyarázata.
1897-től a Berlini Egyetemen tanult politológiát. 1898-ban a elhagyta a berlini egyetemet, és helyette a lipcsei egyetemen tanult tovább.
1901-ben a drezdai Német Csokoládégyárának adminisztrátora lett. Alig egy évvel később a szövetség üzleti részének vezetője lett. Itt nagy hasznát vette a gyermekkorában szerzett vendéglátási tapasztalatának, ugyanis kiváló szervezési képességeivel elérte, hogy a szövetség vonzóbb legyen a német csokoládégyárak számára. Ennek köszönhetően 1902-ben már 140, 1904-ben 1000, 1912-ben pedig már 5000 tagja volt a szervezetnek.
1903-ban összeházasodott Käte Kleefeld-del, egy zsidó üzletember lányával. Ekkortájt született meg fia, Wolfgang.

### Politikusként
Üzleti sikerei népszerűvé tették Drezdában. Olyannyira, hogy 1906-ban beválasztották a városi tanácsba, amelynek egészen 1912-ig tagja volt.
Ezekben az években kezdett aktív szerepvállalást a politikában és a közéletben. 1907-ben a Német Birodalmi Gyűlés tagja lett. A Nemzeti Liberális párt oszlopos tagjaként többször is kitűnt figyelemreméltó beszédeivel. Elhivatottságának és szorgalmának köszönhetően tíz évvel később 1917-ben a Nemzeti Liberális párt elnökévé választották. Stresemann egyetértett a német politikai törekvésekkel, ezért támogatta az első világháborút. Már a háború kitörése előtt többször is felszólalt annak érdekében, hogy a kormány megerősítse a haditengerészetet, mert enélkül lehetetlen megvédeni távoli gyarmataikat. Bár a német flotta megerősítése és korszerűsítése megkezdődött, a német hajók nem tudtak tevékenyen részt venni a gyarmatok védelmében. Ezért Stresemann a korlátlan tengeralattjáró-háborút lelkesen üdvözölte. 1918-ban háború vége felé viszont már kiábrándult a császári kormányból, mert megértette, hogy a világ változik és a császárság intézménye nem maradhat fenn tovább. Hitt abban, hogy Németország nem roppan bele a háborúba, azonban ez bekövetkezett. A versailles-i békeszerződést ellenezte, azonban eredményeket nem sikerült elérnie a módosítás érdekében.
1918-ban a Reichstag pártjainak egy része összeomlott, ezért Stresemann megalapította a Német Néppártot, amelynek elnöke lett. A párt bekerült a weimari köztársaság pártjai közé, és 1920-ban Stresemann kormányt alakíthatott. 1923. augusztus 13-án nevezték ki külügyminiszterré, és kancellárrá egyszerre. Alig négy hónapos kancellársága alatt megpróbálta stabilizálni Németország gazdasági helyzetét. Vezetése alatt tört ki 1923-ban a hírhedt sörpuccs, amelynek a végén Adolf Hitlert és társait bebörtönözték. Stresemannt roppantul sikeres politikusnak tartották. Sokan mondták, hogy Bismarckhoz méltó külügyminiszter.
Stresemann hivatali ideje alatt fogadták el 1924-ben a Dawes-tervet. 1925-ben a locarnói egyezmény megkötése után beszédében kijelentette: „Locarnót úgy értelmezhetjük, hogy az európai államok végre észrevették ez így nem mehet tovább, és háborúzni csak úgy lehet, ha közben az országok rommá válnak.” Elfogadta továbbá 1926-ban Németország felvételét a Népszövetségbe és a berlini szerződést, valamint 1928-ban a Kellogg–Briand-paktumot. 1927-ben a német néppárt Bad Oyhausenben rendezett gyűlést. Stresemann is hivatalos volt, mi több ő nyitotta meg híres bad oyhauseni beszédével:

| „ | A Temps néhány nappal ezelőtt azt írta, hogy a külügyminiszter és a német néppárt a birodalmi kormányban magára maradt a külpolitikai elveivel. A "Temps"-nek ez a megállapítása azonban nem fedi a tényeket. A kormány sohasem akadályozott meg abban, hogy ezt a külpolitikát folytassam. Ha azokat a tüntetéseket, amelyek Németországban, különösen a régi hadsereg hagyományaihoz hű körökben előfordultak, úgy magyarázzák, hogy a német külpolitika eddigi irányával való szakítást fognak előidézni, ez teljesen hamis beállítás. A Németországban fönnálló szervezetek létezése elvégre csak lélektani visszahatása Németország leszerelésének és azonnal megszűnik jelentőségük abban a pillanatban, amint Németország lefegyverzését a többi államok leszerelése követni fogja. Ha ezzel kapcsolatban azt beszélik, hogy Németországban a birodalmi védőrség mellett még egy titkos, szunnyadó hadsereg létezik, amely föltámad és szomszédainkra veti magát abban a pillanatban, amikor valaki életre kelti, úgy ezek csak mesék, amelyek illenek Jules Verne fantáziájához, de nem méltók arra, hogy valaki komolyan foglalkozzék velük. Hivatkozom arra, hogy az új kormány nyilatkozatában kijelentette, hogy a birodalmi kormány nem folytat semmiféle revanspolitikát. Elvégre az én nevem oly szoros kapcsolatban van azzal a külpolitikával, amelyet évek óta folytatunk, hogy én semmi esetre sem maradhatnék külügyminiszter, ha ennek a külpolitikai felfogásnak az iránya megváltoznék. Eddig azonban semmi sem történt, amiből külpolitikai irányváltásra lehetne következtetni. | ” |
|   | |   |

### Utolsó évei
Munkásságát 1926-ban Nobel-békedíjjal jutalmazták. 1929. október 3-án hunyt el Berlinben, agyvérzés következtében.